# Municipio de Wharton (condado de Fayette)
El municipio de Wharton (en inglés: Wharton Township) es un municipio ubicado en el condado de Fayette en el estado estadounidense de Pensilvania. En el año 2000 tenía una población de 4.145 habitantes y una densidad poblacional de 17 personas por km².

## Geografía
El municipio de Wharton se encuentra ubicado en las coordenadas 39°48′00″N 79°33′59″O / 39.80000, -79.56639.

## Demografía
Según la Oficina del Censo en 2000 los ingresos medios por hogar en la localidad eran de $36,552 y los ingresos medios por familia eran de $37,365. Los hombres tenían unos ingresos medios de $26,108 frente a los $21,833 para las mujeres. La renta per cápita de la localidad era de $16,261. Alrededor del 14,1% de la población estaba por debajo del umbral de pobreza.